# 壱岐神社 (福岡市)
壱岐神社（いきじんじゃ）は、福岡県福岡市西区にある神社。祭神は壱岐値真根子。

## 概要
『日本書紀』に登場する壱岐値真根子を祀っている。
『日本書紀』によれば、 壱岐値真根子は都を留守にしている間に反乱の罪を着せられた武内宿禰を助けるため、身代わりとなり亡くなった。やがて無実であることが判明したが壱岐値真根子が自らの命を犠牲にしてまで武内宿禰に尽くしたことから、ここに祭神として祀られている。仁愛開運。